# 道奇敦 (北卡羅萊納州)
道奇敦（英語：Dodgetown）是位於美國北卡羅萊納州斯托克斯縣的非建制地區。

## 地理
道奇敦所處的海拔為高於海平面300米（即984英呎），而該地所採用的時區為UTC-5，即北美东部时区（EST）。同時該地設有夏令時間，為UTC-5調快一小時，即UTC-4（EDT）。